# Steve Von Till
Steve von Till – amerykański muzyk. Pracuje jako nauczyciel w szkole podstawowej, a oprócz tego jest wokalistą oraz gitarzystą w zespole Neurosis, który wykonuje muzykę w stylu sludge metal. Jest on także członkiem Tribes of Neurot oraz Culper Ring, a także wydaje płyty solowe pod swoim własnym nazwiskiem lub pod pseudonimem artystycznym Harvestman.

## Wyposażenie
Grając wraz z zespołem Neurosis Von Till używa zestawu gitar wraz z wyposażeniem które nazwał "chain of death" (łańcuch śmierci). Używa gitar złożonych z części dostarczonych przez firmę Warmoth w stylu Stratocastera oraz Telecastera. Kolejne elementy jego wyposażenia to Seymour Duncan Distortion (bridge) oraz Bartolini (neck) pickups, a także Gibson P-90-style pickups. Dalej efekty: MXR Phaser oraz Blue Box pedals, a Moogerfooger MF-101 Lowpass Filter i MF-102 Ring Modulator, potem Dunlop Uni-Vibe, POG octave pedal, Parachute wah, emperor tap tremolo, bypass routing strip, mutron phaser, ProCo Rat oraz Electro-Harmonix Bass Micro Syntezator. Sygnał jest dalej prowadzony przez Mesa/Boogie Mark IV z Mesa cab oraz Fender ’65 Twin Reverb Reissue combo.

## Dokonania solo
- Von Till wydał dwa albumy solowe, oba składające się z autentycznych piosenek i tradycyjnych folkowych aranżacji. Generalnie używa w swojej twórczości minimalnej ilości gitar akustycznych oraz stylów wokalnych. Zgodnie z informacjami z jego strony internetowej, vontill.org, ostatnio (2008) wydał trzeci album solowy, zatytułowany A Grave Is a Grim Horse.
- Von Till wystąpił także gościnnie w piosence pod tytułem "Cruel Bloom" zespołu Converge z albumu "Axe to Fall".

### Dyskografia solo
- 2000 As the Crow Flies
- 2002 If I Should Fall To The Field
- 2005 Lashing the Rye (jako Harvestman)
- 2008 A Grave Is a Grim Horse
- 2015 A Live Unto Itself
- Muzyka do filmu h2odio, pełnometrażowego filmu rysunkowego włoskiego reżysera Alexa Infascelliego